# Адміністративний устрій Снятинського району
Адміністративний устрій Снятинського району — адміністративно-територіальний устрій Снятинського району Івано-Франківської області на 1 селищну громаду, 1 міську раду та 24 сільські ради, які об'єднують 49 населених пунктів і підпорядковані Снятинській районній раді. Адміністративний центр — місто Снятин.

## Список громадСнятинського району
- Заболотівська селищна громада

## Список радСнятинського району
| №  | Назва                             | Центр              | Населені пункти                           | Площа км² | Місце за площею | Населення (2001), осіб. | Місце за населенням |
| -- | --------------------------------- | ------------------ | ----------------------------------------- | --------- | --------------- | ----------------------- | ------------------- |
| 1  | Снятинська міська рада            | м. Снятин          | м. Снятин                                 | 35.3      | 2               | 10479                   | 1                   |
| 2  | Балинцівська сільська рада        | с. Балинці         | с. Балинці с. Бучачки с. Трофанівка       | 6.4       | 26              | 2754                    | 6                   |
| 3  | Белелуївська сільська рада        | с. Белелуя         | с. Белелуя                                | 13.5      | 19              | 1500                    | 20                  |
| 4  | Борщівська сільська рада          | с. Борщів          | с. Борщів с. Борщівська Турка с. Хлібичин | 22        | 11              | 1715                    | 16                  |
| 5  | Будилівська сільська рада         | с. Будилів         | с. Будилів                                | 19.5      | 13              | 1194                    | 28                  |
| 6  | Видинівська сільська рада         | с. Видинів         | с. Видинів                                | 12.5      | 20              | 1148                    | 30                  |
| 7  | Вовчківська сільська рада         | с. Вовчківці       | с. Вовчківці                              | 9.1       | 24              | 2304                    | 10                  |
| 8  | Горішньозалучанська сільська рада | с. Горішнє Залуччя | с. Горішнє Залуччя с. Долішнє Залуччя     | 23.3      | 10              | 3140                    | 4                   |
| 9  | Джурівська сільська рада          | с. Джурів          | с. Джурів                                 | 19.9      | 12              | 1810                    | 14                  |
| 10 | Завальська сільська рада          | с. Завалля         | с. Завалля с. Запруття                    | 28.9      | 6               | 1324                    | 24                  |
| 11 | Задубрівська сільська рада        | с. Задубрівці      | с. Задубрівці                             | ?         | 33              | 1838                    | 13                  |
| 12 | Княженська сільська рада          | с. Княже           | с. Княже с. Драгасимів                    | 4.9       | 28              | 2019                    | 11                  |
| 13 | Красноставська сільська рада      | с. Красноставці    | с. Красноставці                           | 12.1      | 21              | 1093                    | 32                  |
| 14 | Кулачківська сільська рада        | с. Кулачківці      | с. Кулачківці с. Хом'яківка               | 24        | 9               | 2420                    | 8                   |
| 15 | Новоселицька сільська рада        | с. Новоселиця      | с. Новоселиця                             | 1.2       | 31              | 1252                    | 26                  |
| 16 | Підвисоцька сільська рада         | с. Підвисоке       | с. Підвисоке                              | 18        | 16              | 2519                    | 7                   |
| 17 | Попельниківська сільська рада     | с. Попельники      | с. Попельники                             | 9.7       | 23              | 1512                    | 18                  |
| 18 | Потічківська сільська рада        | с. Потічок         | с. Потічок                                | 15.5      | 17              | 1201                    | 27                  |
| 19 | Прутівська сільська рада          | с. Прутівка        | с. Прутівка                               | 12.1      | 22              | 1511                    | 19                  |
| 20 | Русівська сільська рада           | с. Русів           | с. Русів                                  | 32.2      | 4               | 1119                    | 31                  |
| 21 | Стецівська сільська рада          | с. Стецева         | с. Стецева с. Стецівка                    | 33.9      | 3               | 3420                    | 3                   |
| 22 | Тулуківська сільська рада         | с. Тулуків         | с. Тулуків с. Келихів                     | 6.3       | 27              | 1381                    | 23                  |
| 23 | Тучапська сільська рада           | с. Тучапи          | с. Тучапи                                 | 6.8       | 25              | 542                     | 33                  |
| 24 | Устянська сільська рада           | с. Устя            | с. Устя с. Орелець с. Тулова              | 26        | 7               | 2926                    | 5                   |
| 25 | Хутір-Будилівська сільська рада   | с. Хутір-Будилів   | с. Хутір-Будилів                          | 31.8      | 5               | 1187                    | 29                  |

* Примітки: м. — місто, смт — селище міського типу, с. — село, с-ще — селище